# Waltz for Debby (альбом, 1964)
Waltz for Debby — студийный альбом шведской певицы Моники Сеттерлунд и американского пианиста Билла Эванса, выпущенный в 1964 году на лейбле Philips Records.

## Отзывы м признание
| Оценки критиков | Оценки критиков |
| Источник        | Оценка          |
| --------------- | --------------- |
| AllMusic        | [ 1 ]           |

Том Юрек в своей рецензии для AllMusic написал: «Лиризм Эванс хорошо подходит такой жизнерадостной, утонченной певице, как Сеттерлунд. В этой записи есть ледяная нотка, но трудно понять, в голосе ли это или в технике исполнения, где она, кажется, находится далеко впереди группы, в то время как на самом деле она была в центре внимания всех музыкантов в студии. Однако это незначительная жалоба, поскольку выбор мелодий и этикет этих сеансов довольно приятны. Начиная с вступительной песни „Come Rain or Come Shine“, заканчивая шведской балладой „A Beautiful Rose“ и до боли великолепным исполнением „Once Upon a Summertime“, создается впечатление, что Сеттерлунд было суждено петь с Эвансом всю карьеру, а не ограничиваться альбом. Со своей стороны, Эванс очень расслаблен, позволяя текстам песен подпитывать его размышления о простых, но элегантных гармониках. Шведская версия „Waltz for Debbie“ вызывает истинное восхищение, потому что голос Сеттерлунд становится ещё одним инструментом, солирующим поверх потрясающей подборки аккордов Эванса. В целом это странный, но особенный материал, который необходим — хотя бы для одного прослушивания — любому серьезному поклоннику пианиста и композитора».

## Список композиций
1. «Come Rain or Come Shine» (Гарольд Арлен, Джонни Мерсер) — 4:41
2. «Jag vet en dejlig rosa» (народная) — 2:53
3. «Once Upon a Summertime» (Эдди Барклай, Мишель Легран, Джонни Мерсер) — 3:03
4. «So Long Big Time» (Гарольд Арлен, Дори Превин) — 3:49
5. «Monicas vals (Waltz for Debby)» (Билл Эванс, Беппе Вольгерс) — 2:47
6. «Lucky to Be Me» (Леонард Бернстайн) — 3:36
7. «Vindarna sucka» (народная) — 3:03
8. «It Could Happen to You» (Джонни Берк, Джимми Ван Хьюзен) — 3:00
9. «Some Other Time» (Леонард Бернстайн, Бетти Комден, Адольф Грин) — 5:35
10. «Om natten» (Карл Фредрик Рёйтерсвард, Олле Адольфсон) — 1:40

Бонус-треки переиздания
1. «Come Rain or Come Shine» (Alternate Take 2) — 5:22
2. «Come Rain or Come Shine» (Alternate Take 3) — 5:10
3. «Lucky to Be Me» (Alternate Take 1) — 3:03
4. «It Could Happen to You» (Alternate Take 1) — 3:22
5. «It Could Happen to You» (Alternate Take 2) — 3:16
6. «Santa Claus Is Coming to Town» (Two Takes) — 1:39

## Участники записи
- Бас-гитара — Чак Израэлс
- Вокал — Моника Сеттерлунд
- Ударные — Ларри Банкер
- Фортепиано — Билл Эванс

## Чарты
| Чарт (1992)                | Высшая позиция |
| -------------------------- | -------------- |
| Швеция (Sverigetopplistan) | 29             |